# ورزشگاه نیو میدو
ورزشگاه نیو میدو، زمین اختصاصی تیم شروزبری در لیگ یک انگلیس با درجه‌بندی ۴ یوفا است. این زمین فوتبال در سال ۲۰۰۷ تکمیل شده و جایگزین ورزشگاه قدیمی شروزبری شده است. این زمین فوتبال در حومه جنوبی شهر قرار گرفته است.